# Aeroporto de Iguatu
Aeroporto de Iguatu - Dr. Francisco Tomé da Frota (IATA: QIG IGT - ICAO: SNIG) é um aeroporto público pertencente ao Governo do Ceará e está localizado em área pública federal do Ministério da Aeronáutica,  Administrado pela Agência Nacional de Aviação Civil. Foi implantado na década de 1950 e está localizada na zona urbana do município de Iguatu, no estado do Ceará.    
No ano 2000 foi ampliado em cerca de 310 metros e recebeu sistema de balizamento noturno. Em 2009 passou por reforma para restauração da pista de atual 1410 Para 1850 metros de extensão.   
Em fevereiro de 2020 recebeu investimentos do governo do estado para restauro e modernização do terminal de passageiros para receber de volta as operações de voos comerciais regulares da Azul Linhas Aéreas Brasileiras Gol Linhas Aéreas Inteligentes
Com um movimento intenso de aeronaves De pequeno e médio porte o Aeroporto é o principal da região centro-sul do Ceará, tendo total importância para empresas e empresários que possuem aeronave própria ou utilizem o Táxi aéreo para locomoção o aeroporto também oferece voos regulares para Fortaleza   e conexões de voos para todo o Brasil

## Localização
- Endereço: Rua Adeodato Matos Cavalcante, bairro Planalto, s/n, zona urbana de Iguatu - CE.

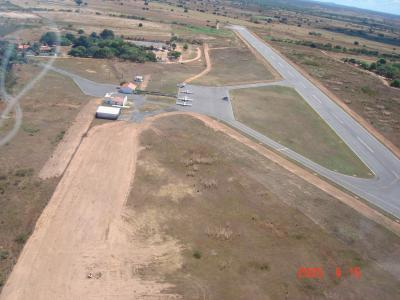
Panorama do aeródromo de Iguatu-CE

- Latitude: 06º 20' 48 s
- Longitude: 039º 17' 40 w
- IATA: QIG IGT
- ICAO: SNIG IGT

## Características
- Altitude: 213 metros
- Pista: 1850 metros
- Largura: 30 metros
- Pista: PCN 16/F/C/Y/U
- Sinalização: S
- Tipo de operação: VFR Diurna
- Distância até o centro da cidade: 1km
- Cabeceiras: 16/34

## Auxílios operacionais
• Luzes de pista
• Iluminação do pátio
• Farol rotativo
•  Combate a incêndio  
• Polícia Aérea
• Polícia Militar do Estado do Ceará
• Receita Federal do Brasil
• Secretarias de Estado da Fazenda
• Papi